# シティーハンター (2024年の映画)
『シティーハンター』は、2024年4月25日よりNetflixで配信された日本の映画。一部劇場にて2024年9月27日から2週間限定公開された。監督は佐藤祐市、主演は鈴木亮平。北条司の漫画『シティーハンター』が原作。

## あらすじ
冴羽獠は、「シティーハンター」と呼ばれるスイーパー（始末屋）。相棒の槇村秀幸と共に、数々の表沙汰にできない事件を解決に導いてきた。
ある日、獠と槇村は、ナツミと名乗る女性から「妹を捜して欲しい」という依頼を受ける。くるみという名の有名なコスプレイヤーで、獠は彼女が数人の男たちに事務所と思われるビルに無理やり連れ込まれている現場を押さえ、彼女を救出に向かう。激しい大立ち回りの末、男たちは一網打尽にされたが、くるみは獠と槇村からも逃げ続けた末、行方をくらましてしまう。
一方、獠とは旧知の間柄で槇村とは刑事時代の同僚である野上冴子は、ここ数日都内で発生している奇妙な暴力事件の捜査に追われていた。「加害者」が突然常人離れした怪力を以て襲い掛かり、相手にケガを負わせるというもので、いまだ有力な手掛かりは掴めずにいた。
獠と槇村は、ひとまずくるみの捜索を打ち切り、槇村は妹である槇村香と待ち合わせをしたレストランに向かう。この日は香の誕生日で、槇村はある真実を香に伝えようとしていたのだった。だが、そんな矢先に悲劇が起きる。レストランにトラックが猛スピードで突っ込み、トラックに乗っていた男はすさまじい力で槇村に襲い掛かり、槇村は深手を負ってしまう。すぐさま獠が駆けつけるが、槇村は「香を頼む…」と獠に伝えて落命する。
兄を目の前で亡くした香は、新宿駅の伝言板に「XYZ（仕事の依頼）」を書き込み、獠に真相を教えてほしいと頼み込む。香を危険な目に遭わせたくない獠は、「ここはお前が踏み込んでいい場所じゃない。兄貴のことは忘れろ。それがお前のためだ」と敢えて突き離すが、香の強い意志に根負けして、彼女と行動を共にする。調査を続けていく中で、都内で起きている暴力事件、くるみの失踪、槇村の死という、これらの出来事が一本の線でつながっていることを知る。

## キャスト

### 主要人物
冴羽 獠（さえば りょう）
演 - 鈴木亮平
新宿を拠点に活動するスイーパー（始末屋）。
槇村 香（まきむら かおり）
演 - 森田望智
獠の相棒で、秀幸の妹。
槇村 秀幸（まきむら ひでゆき）
演 - 安藤政信
獠の親友かつ、スイーパー稼業における相棒。年齢は36歳で、原作・テレビアニメ版より高く設定されている。
野上 冴子（のがみ さえこ）
演 - 木村文乃
刑事。獠とは裏社会の情報交換を行う間柄で、彼からは何度となく口説かれているが、うまく煙に巻いている。

### その他の登場人物
くるみ
演 - 華村あすか
「ミルク」の名で活動する有名コスプレイヤー。美女からの依頼で獠と槇村が捜索することになる。
瀬田 月乃（せた つきの）
演 - 水崎綾女
世界的に有名なコスメブランド「ローレ」の社長。
蠍（さそり）/ ナツミ
演 - 片山萌美
くるみの姉と偽って捜索を依頼した美女。その正体はエンジェルダストを使う謎の組織の戦闘員。
羆（ひぐま）
演 - 阿見201
エンジェルダストを使う謎の組織の戦闘員。
伊東 昭孝（いとう あきたか）
演 - 杉本哲太
警視庁捜査一課係長。部下の冴子と共に新宿の連続暴力事件を追う。
今野 國雄（こんの くにお）
演 - 迫田孝也
瀬田の秘書。
阿久津（あくつ）
演 - 橋爪功
新宿で風俗店などを運営する阿久津組の組長。
海坊主（うみぼうず）
演 - マフィア梶田
獠と互角の実力を持つ元傭兵。本作では獠の回想にカメオ的に登場。
ニュースキャスター
声 - 神谷明
半グレ
演 - 長田拓郎、仁也
くるみを拉致監禁する。
若頭
演 - 蔵原健
阿久津組。
ロシエル、リンネ
演 - 火将ロシエル、渡邉鈴音
くるみと共に「コスプレワンダーフェスお台場」のステージに立つ。
カメコたち
演 - 眼鏡太郎、澄人、江原パジャマ
コスプレイヤーを狙うローアングラーたち。
山崎アミ
演 - 山崎あみ
ローレ新作コスメ発表会＠コスプレワンダーフェスお台場の司会。
安藤、役名不明
演 - 新井敬太、小田中里菜
冴子の部下の刑事。
男性
演 - 松嶋健太、藤井陽人
秀幸の情報を求める香を事務所に拉致しようとする。
パブのボーイ
演 - ヤーション、カツキ（スナイパーキトー）

## スタッフ
- 原作：北条司『シティーハンター』[2][6]
- 監督：佐藤祐市[2][6]
- 脚本：三嶋龍朗[2][6]
- 音楽：瀬川英史[6]
- 主題歌：TM NETWORK「Get Wild Continual」（Sony Music Labels Inc.）[25]
- エグゼクティブプロデューサー：高橋信一[2]
- プロデューサー：三瓶慶介、押田興将[2][6]
- 撮影監督：清久素延[6]
- 照明：浜田研一[6]
- 録音：田辺正晴[6]
- 美術：小坂健太郎[6]
- 装飾：小林宙央[6]
- 衣装デザイン：小川久美子、阪上秀平[6]
- ヘア・メイクディレクション：酒井啓介[6]
- ヘア・メイク：塩谷英里[6]
- アクション監督：谷本峰[6]
- スクリプター：藤島理恵[6]
- 編集：田口拓也[6]
- サウンドデザイン：石坂紘行[6]
- VFXプロデューサー：赤羽智史[6]
- VFXスーパーバイザー：三宅仁[6]
- 選曲：藤村義孝[6]
- 助監督：山田光広[6]
- プロダクションマネージャー：伊藤正昭[6]
- ロケーションマネージャー：武石宏登[6]
- 原作協力：コアミックス[2]
- 制作協力：オフィス・シロウズ
- 制作：ホリプロ[2]
- 製作：Netflix[2]

## 製作

### 企画
北条司の同名漫画を原作としており、これまでに香港版や韓国版、フランス版が制作されてきた同作にとって、日本国内では初となる実写映画化作品でもある。2022年12月15日にNetflixでの全世界配信と、主演が鈴木であることが発表され、2023年1月31日にはヒロイン・槇村香役に森田望智の起用が発表された。
主人公・冴羽獠を演じる鈴木は、元々『シティーハンター』の大ファンであり、2011年には自身のブログに「冴羽獠を演じたい」という思いを綴ったこともある。その4年後の2015年には原作者である北条と対面を果たし、さらに翌2016年にはアニメ版での獠役である神谷明と初の対面を果たしており、ブログ更新から10年以上の時を経て思いを実現させた。
鈴木は獠を演じるにあたり、顎の輪郭にもこだわった肉体改造を行ったほか、撮影で6種類の銃を扱うため、モデルガンを購入してすべての銃をノールックで操ることができるように徹底して練習を重ねている。また、本物の銃の反動や危険性を知るため、海外で実銃の訓練を受けたことも明かしている。
物語の舞台は「現代の新宿」で、「冴羽獠と槇村香が相棒になっていくまでの『はじまりの物語』」に位置づけられており、原作初期のユニオン・テオーペが暗躍する「エンジェルダスト」編を軸にしている。Netflixプロデューサーの高橋信一は「獠と香の関係は、『シティーハンター』の魅力の1つ」とし、「エピソード0」的な物語にすることで、一般市民の香が銃を手にすることを観客がリアリティを持って世界観を受け入れてもらいやすいという手ごたえを感じたと明かしている。
原作にないオリジナルシーンとして、「槇村秀幸が死に至るまでの一部始終が香の目の前で起きる」展開が本作では描かれている。鈴木は森田との対談の中で、原作通りだと時間がかかってしまい（放映時間枠の）2時間以内に収まらないため、こうすることで獠と香がより短い時間で相棒に辿りつけるのではないかと考えたと述べている。

### 撮影
歌舞伎町の商店街や行政機関、警視庁（新宿警察署）の協力を得た上で異例とも言える新宿でのロケーション撮影が実現した。深夜や早朝など、人通りの少ない時間帯に大規模撮影が行われ、シネシティ広場や歌舞伎町一番街、ゴジラロード（新宿東宝ビル）が本作品に登場する。
2024年5月22日、ロケーション撮影協力団体の1つである神戸フィルムオフィスは本作品撮影による神戸市への直接経済効果はこれまで同団体が支援してきた作品の中で最高額となる約1億3000万円に上ったことを明らかにした。

## 評価
Netflix週間グローバルTOP10で初登場1位を獲得した。
2024年7月18日、Netflixは2024年度第2四半期の決算を発表し、その中で本作品について、配信公開から91日で1,650万ビューを達成したことを明らかにした。